# Кентерберийские рассказы (мультфильм)
«Кентерберийские рассказы» (англ. The Canterbury Tales) — мультфильм британских и российских мультипликаторов по мотивам одноимённого романа Джефри Чосера. Премьера в Великобритании — 21 декабря 1998 года.

## Сюжет
Фильмы сняты по книге английского писателя XIV века Джеффри Чосера. Идущие в Кентербери поклониться мощам Томаса Беккета паломники, чтобы скоротать в пути время, рассказывают друг другу свои истории, а выбранный ими судья решает, чей рассказ лучше. Меткий и ядрёный народный язык, рискованные ситуации, в которых оказываются герои, неподдельное веселье, солёные шутки, и всепобеждающий смех — всё это в избытке можно найти в фильме.

### Часть 1. Отъезд из Лондона (1998)
- Рассказ капеллана (англ. The Nun’s Priest’s Tale, режиссёры Эшли Поттер, Дэйв Энтробус)
- Рассказ рыцаря (англ. The Knight’s Tale, режиссёры Мик Грейвз, Дэйв Энтробус)
- Рассказ Батской ткачихи (англ. The Wife of Bath’s Tale, режиссёр Джоанна Куинн)

### Часть 2. Прибытие в Кентербери (1998)
- Рассказ купца (англ. The Merchant’s Tale, режиссёр Валерий Угаров)
- Рассказ продавца индульгенций (англ. The Pardoner’s Tale, режиссёр Сергей Олифиренко)
- Рассказ Франклина (англ. The Franklin’s Tale, режиссёр Damian Gascoigne)

### Часть 3. Возвращение (2000)
- Рассказ сквайра (англ. The Squire’s Tale, режиссёр Йен Гарднер)
- Рассказ слуги каноника (англ. The Canon’s Servant’s Tale, режиссёр Аида Зябликова)
- Рассказы мельника и мажордома (англ. The Miller’s and the Reeve’s Tales, режиссёр Дейниол Моррис)

## Награды и номинации
Мультфильм «Кентерберийские рассказы» был многократно номинирован и награждён:
- Премия «Оскар» (1999) — Номинация в категории «Лучший короткометражный анимационный фильм»
- Премия «BAFTA Film Award» (1999) в категории «Лучший короткометражный анимационный фильм»
- Премия «BAFTA Cymru Award» (BAFTA Wales, 1999) в категории «Лучший анимационный фильм» (Penélope Middleboe)
- Премия «Эмми» (1999):
  - Приз «Эмми» в категории «Выдающееся индивидуальное достижение в мультипликации» (Лес Миллз)
  - Приз «Эмми» в категории «Выдающееся индивидуальное достижение в мультипликации» (Эшли Поттер)
  - Приз «Эмми» в категории «Выдающееся индивидуальное достижение в мультипликации» (Джоанна Куинн, анимация)
  - Приз «Эмми» в категории «Выдающееся индивидуальное достижение в мультипликации» (Джоанна Куинн, дизайн)
- Премия «BAFTA Cymru Award» (BAFTA Wales, 2000) в категории «Лучший анимационный фильм» (Penélope Middleboe)
- Международная неделя фантастического кино в Малаге (исп. Испания, 2000) — Приз «Лучший короткометражный фильм» (Джонатан Майерсон)
- Международный кинофестиваль в Сан-Франциско (2000) — Приз «Certificate of Merit» в категории «Телевидение — общество и культура»